# FFH-Gebiet Hohenfelder Mühlenau
Das FFH-Gebiet Hohenfelder Mühlenau ist ein NATURA 2000-Schutzgebiet in Schleswig-Holstein im Kreis Plön in den Gemeinden Giekau, Köhn, Schwartbuck und Hohenfelde. Es liegt im Naturraum Probstei und Selenter See-Gebiet (Landschafts-ID 70203), in der Haupteinheit Ostholsteinisches Hügelland. Diese ist wiederum Teil der Naturräumlichen Großregion 2. Ordnung Schleswig-Holsteinisches Hügelland.
Es hat eine Größe von 155 Hektar und besteht aus dem Fließgewässer Hohenfelder Mühlenau und seinen Uferbereichen nach dem Verlassen des Selenter Sees ab dem Waldgebiet Pülsener Bruch bis zur Mündung in die Ostsee bei der Ferienhaussiedlung Malmsteg. In Giekau erweitert sich das FFH-Gebiet um das Waldgebiet Pülser Vieh links der Hohenfelder Mühlenau und einem extensiv genutztem Wiesengrund mit zahlreichen stehenden Kleingewässern rechts der Hohenfelder Mühlenau im Giekauer Ortsteil Köhnerbrücke.
Die größte Ausdehnung des FFH-Gebietes liegt mit 7,8 Kilometer in Nordsüdrichtung. Das FFH-Gebiet wird von Ost nach West von Endlagen der Gletscher der letzten Eiszeit geprägt mit stellenweise Ablagerungen von Geschiebelehm. Die höchste Erhebung mit 49,5 Meter über Normalhöhennull (NHN) liegt in westlicher Hanglage im Pülsener Vieh an der Pülsener Straße im Ortsteil Selkenrade, der niedrigste Bereich ist die Mündung der Hohenfelder Mühlenau in die Ostsee auf Meereshöhe, siehe Karte 1.

Das FFH-Gebiet besteht zur Hälfte aus der Lebensraumklasse Laubwald gefolgt von knapp der Hälfte an feuchtem und mesophilem Grünland, siehe Diagramm 1.

## FFH-Gebietsgeschichte und Naturschutzumgebung
Der NATURA 2000-Standard-Datenbogen (SDB) für dieses FFH-Gebiet wurde im Juni 2004 vom Landesamt für Landwirtschaft, Umwelt und ländliche Räume (LLUR) des Landes Schleswig-Holstein erstellt, im September 2004 als Gebiet von gemeinschaftlicher Bedeutung (GGB) vorgeschlagen, im November 2007 von der EU als GGB bestätigt und im Januar 2010 national nach § 32 Absatz 2 bis 4 BNatSchG in Verbindung mit § 23 LNatSchG als besonderes Erhaltungsgebiet (BEG) bestätigt. Der SDB wurde zuletzt im Mai 2017 aktualisiert. Der Managementplan für das FFH-Gebiet wurde am 23. September 2016 veröffentlicht.
Das FFH-Gebiet grenzt im Süden an das FFH-Gebiet Selenter See und im Norden an das EU-Vogelschutzgebiet Östliche Kieler Bucht. Es ist Teil der Landschaftsschutzgebiete LSG Selenter See mit Niederung zwischen Fargau und Pratjau und Umgebung und des LSG Mühlenau zwischen der Ostsee bei Hohenfelde und Klinker, Gem. Giekau, und der Ostseeküste zwischen Hohenfelde-Malmsteg und Hubertsberg und Umgebung, Das FFH-Gebiet liegt in der Verbundachse 470 „Hohenfelder Mühlenau“ und im Schwerpunktbereich 249 „Nordteil des Selenter Sees mit angrenzenden Landbereichen“ des landesweiten Biotopverbundsystems.
Mit der Gebietsbetreuung des FFH-Gebietes nach § 20 LNatSchG wurde durch das LLUR noch keine Institution beauftragt (Stand November 2022).

## FFH-Erhaltungsgegenstand
Laut Standard-Datenbogen vom Juli 2020 sind folgende FFH-Lebensraumtypen (LRT) und Arten als FFH-Erhaltungsgegenstände mit den entsprechenden Beurteilungen zum Erhaltungszustand der Umweltbehörde der Europäischen Union gemeldet worden (Gebräuchliche Kurzbezeichnung (BfN)):
FFH-Lebensraumtypen nach Anhang I der EU-Richtlinie:
- 1210 Einjährige Spülsäume (Gesamtbeurteilung C)[14]
- 1220 Mehrjährige Vegetation der Geröll-, Kies- und Blockstrände (Gesamtbeurteilung C)[15]
- 3260 Fließgewässer mit flutender Wasservegetation (Gesamtbeurteilung C)[16]
- 9130 Waldmeister-Buchenwälder (Gesamtbeurteilung C)[17]
- 91E0* Erlen-Eschen- und Weichholzauenwälder (Gesamtbeurteilung C)[18]

Arten gemäß Artikel 4 der Richtlinie 2009/147/EG und Anhang II der Richtlinie 92/43/EWG und diesbezügliche Beurteilung des Gebiets:
- 1096 Bachneunauge (Lampetra planeri) (Gesamtbeurteilung C)[20]
- 1166 Kammmolch (Gesamtbeurteilung C)[21]
- 1355 Fischotter (Gesamtbeurteilung C)[22]

Das FFH-Gebiet ist nur zu gut einem Viertel mit FFH-Lebensraumtypen belegt. Es handelt sich hier fast ausschließlich um Waldlebensräume. Das dem FFH-Gebiet namengebende Fließgewässer Hohenfelder Mühlenau hat als LRT 3260 Fließgewässer mit flutender Wasservegetation nur einen Flächenanteil von 0,6 Promille. Lediglich der 240 Meter lange Flussabschnitt zwischen der Brücke über den Wanderweg an der Ferienhaussiedlung Mühlenau und der Mündung in die Ostsee ist als LRT 3260 ausgewiesen.
Zwischen 2016 und 2021 wurde eine Nachkartierung der FFH-Lebensraum- und Biotoptypen im FFH-Gebiet durchgeführt. Danach sind knapp ein Drittel der Gebietsfläche mit FFH-Lebensraumtypen belegt, wobei knapp ein zwölftel dieser Fläche auch den Status eines gesetzlich geschützten Biotops hat. Gut ein elftel sind ausschließlich gesetzlich geschützte Biotope und knapp zwei Drittel hat keinen der beiden Schutzstati, siehe Diagramm 3. Im Gegensatz zum aktuellen SDB vom Mai 2017 ist in der aktuellen Biotopkartierung (Stand November 2022) nur noch ein Küstenlebensraumtyp ausgezeichnet. Bei den Gewässerlebensräumen wurden die Stillgewässer als neuer LRT aufgenommen und für beide, Fließ- und Stillgewässer, die zugewiesenen Flächen deutlich vergrößert. Als einziger LRT des Grünlandes wurden die mageren Flachland-Mähwiesen und bei den Waldlebensräumen die Sternmieren-Eichen-Hainbuchenwälder neu aufgenommen, siehe Tabelle 1. Insgesamt sind etwa zehn Prozent mehr Flächen als LRT-Fläche ausgewiesen worden.
| Tabelle 1ː FFH-Lebensraumtyp (LRT) im FFH-Gebiet Hohenfelder Mühlenau                                     | Fläche gemäß SDB vom Mai 2017 [ha] | Fläche gemäß Biotopkartierung Stand November 2022 [ha] |
| --- | ---------------------------------- | ------------------------------------------------------ |
| 1210 Einjährige Spülsäume                                                                                 | 0,5                                | -                                                      |
| 1220 Mehrjährige Vegetation der Geröll-, Kies- und Blockstrände                                           | 0,8                                | 0,6181                                                 |
| 3150 Natürliche und naturnahe nährstoffreiche Stillgewässer mit Laichkraut oder Froschbiss-Gesellschaften | -                                  | 4,3775                                                 |
| 3260 Fließgewässer mit flutender Wasservegetation                                                         | 0,1                                | 2,8896                                                 |
| 6510 Magere Flachland-Mähwiesen                                                                           | -                                  | 0,7139                                                 |
| 9130 Waldmeister-Buchenwälder                                                                             | 37,6                               | 34,9919                                                |
| 9160 Sternmieren-Eichen-Hainbuchenwälder                                                                  | -                                  | 0,3392                                                 |
| 91E0* Erlen-Eschen- und Weichholzauenwälder                                                               | 5,7                                | 4,1142                                                 |
| SUMMEː | 44,7                               | 48,0444                                                |

## FFH-Erhaltungsziele
Aus den oben aufgeführten FFH-Erhaltungsgegenständen werden als FFH-Erhaltungsziele von besonderer Bedeutung die Erhaltung folgender Lebensraumtypen und Arten im FFH-Gebiet vom Ministerium für Energiewende, Landwirtschaft, Umwelt und ländliche Räume des Landes Schleswig-Holstein erklärt:
- 1210 Einjährige Spülsäume
- 1220 Mehrjährige Vegetation der Geröll-, Kies- und Blockstrände
- 3260 Fließgewässer mit flutender Wasservegetation
- 9130 Waldmeister-Buchenwälder
- 91E0* Erlen-Eschen- und Weichholzauenwälder
- 1096 Bachneunauge (Lampetra planeri)

Damit sind bis auf den Fischotter und dem Kammmolch alle FFH-Erhaltungsgegenstände als FFH-Erhaltungsziele übernommen worden. Der Fischotter ist insbesondere in diesem Teil Schleswig-Holsteins in seinem Bestand nicht mehr gefährdet. Eine Bestandserfassung ist für diese nachtaktive Art sehr schwierig. Allein anhand der stetig steigenden Zahl an im Straßenverkehr getöteten Fischottern ist auf eine größer werdende Population zu schließen. Der Landesjagdverband Schleswig-Holstein führt im Auftrag des LLUR alle fünf Jahre eine Zählung des Bestandes mit Hilfe von Zählteams aus freiwilligen Helfern nach einer von der europäischen Umweltagentur genehmigten Methode durch. Danach wird Schleswig-Holstein in Quadrate von zehn Kilometer Seitenlänge eingeteilt. Das Zählteam macht an festgelegten Gewässerufern eine Stichprobenuntersuchung auf Trittspuren oder Losung von Fischottern. Findet man dort eines der beiden Merkmale, wird das Untersuchungsquadrat mit positiv, findet man kein Merkmal mit negativ bewertet. Daraus ergaben sich für die Zählung im Winterhalbjahr 2021/22 eine Quote von 41 Prozent positiver Befunde. Dies stellt eine Steigerung von  fünf Prozentpunkten gegenüber der letzten Zählung im Jahre 2016 dar. Alle Flächen im FFH-Gebiet Hohenfelder Mühlenau weisen einen positiven Befund auf.  Für den Kammmolch existieren im FFH-Gebiet eine Vielzahl von offenen Kleinwässern, die in den letzten Jahrzehnten künstlich für dessen Fortbestand angelegt wurden.

## FFH-Analyse und Bewertung
Das Kapitel FFH-Analyse und Bewertung im Managementplan beschäftigt sich unter anderem mit den aktuellen Gegebenheiten des FFH-Gebietes und den Hindernissen bei der Erhaltung und Weiterentwicklung der FFH-Lebensraumtypen und Arten. Die Ergebnisse fließen in den FFH-Maßnahmenkatalog ein.
Die im FFH-Gebiet ausgewiesenen FFH-LRT-Flächen haben eine schlechte Gesamtbewertung im SDB erhalten, Dies gilt auch für die drei Arten. Bei letzteren führt die schlechte Datenqualität zu dieser Bewertung.
Als größeres Fließgewässer unterliegt der gesamte Lauf der Hohenfelder Mühlenau gemäß der Europäischen Wasserrahmenrichtlinie (WRRL) einer Berichtspflicht gegenüber der europäischen Umweltagentur in Kopenhagen. Gemäß der Berichterstattung des Jahres 2022 zum 3. Bewirtschaftungsplan WRRL ist der ökologische Zustand der Hohenfelder Mühlenau mit „mäßig“ und der chemische Zustand mit „nicht gut“ bewertet worden. Beide Werte sollen bis zum Jahre 2027 einen guten Wert erreichen. Dies darf bezweifelt werden (Stand November  2022). Zwar hat die Errichtung von Kläranlagen in den umliegenden Gemeinden in den neunziger Jahren des zwanzigsten Jahrhunderts zu einer Verringerung der Schadstoffeinträge geführt. Diese Entwicklung hat sich aber mit dem Beginn des einundzwanzigsten Jahrhunderts durch die Intensivierung der Landwirtschaft mit dem vermehrten Einsatz von Kunstdünger und Pestiziden wieder zum Schlechteren gewendet.
Das FFH-Gebiet befindet sich weitgehend im Privatbesitz. Das Waldgebiet Pülser Vieh gehört der Stiftung Naturschutz Schleswig-Holstein. Der Wald wurde zum Naturwald erklärt und damit jeglicher Nutzung entzogen. Lediglich im Bereich des Rundwanderwegs sind pflegerische Maßnahmen wegen der Verkehrssicherungspflicht erlaubt.
Das Waldgebiet Pülser Vieh und der Auenwald beim Ortsteil Maaskamp der Gemeinde Schwartbek unterliegen dem Förderprogramm „Vertragsnaturschutz im Wald“. Zur Verbesserung des Erhaltungszustandes der Waldlebenraumtypen im FFH-Gebiet reicht eine bis dato ordnungsgemäß nachhaltig betriebene Forstwirtschaft nicht aus. Dazu fehlt ein vielschichtiges Arteninventar mit ausreichend liegendem und stehendem Totholz und eine ausreichende Anzahl von Habitatbäumen. Das Niederungsgebiet am rechten Ufer der Hohenfelder Au gegenüber dem Pülser Viech nimmt am Förderprogramm „Weidewirtschaft Moor ohne Düngung“ teil. Ein weiteres Gebiet liegt im Auenwald bei Schwartbek.

## FFH-Maßnahmenkatalog
Der FFH-Maßnahmenkatalog im Managementplan führt neben den bereits durchgeführten Maßnahmen geplante Maßnahmen zur Erhaltung und Entwicklung der FFH-Lebensraumtypen im FFH-Gebiet an. Die Maßnahmen sind zudem in einer Maßnahmenkarte für den Unterlauf vom Monkamp bis zur Mündung, eine vom unteren Mittellauf vom Maaskamp bis zum Monkamp, eine vom oberen Mittellauf vom Köhnerholz zum Maaskamp und eine für den Oberlauf,  sowie in 18 Maßnahmenblättern zur Projektverfolgung tabellarisch erfasst.
Obwohl die Wasserflächen im FFH-Gebiet nur vier Prozent der Gebietsfläche bedecken, befassen sich elf der achtzehn  Maßnahmenblätter mit der Verbesserung der Wasserqualität in der Hohenfelder Mühlenau. Deshalb sind neben der Aufgabe der Einhaltung der europäischen Habitatrichtlinie auch die Einhaltung der europäischen Wasserrahmenrichtlinie von Bedeutung. Letztere ist für alle EU-Staaten eine große Herausforderung, weil sie in der Regel mit erheblichen Investitionen in die Infrastruktur verbunden ist. Der Zeitpunkt für die Erfüllung der Richtlinie musste schon zweimal in die Zukunft verschoben werden und es ist abzusehen, dass auch diesmal die Ziele nicht rechtzeitig erreicht werden (Stand November 2022).
Die vorgeschlagenen Maßnahmen betreffen folgende Schwerpunkte für alle Flächen innerhalb und in der unmittelbaren Umgebung des FFH-Gebietes:
- Anlage von Gewässerrandstreifen zur Verhinderung von Nährstoffeinträgen
- Bewirtschaftung des Waldes mit dem Ziel einer gleichmäßigen Altersstruktur des Baumbestandes
- Keine Beseitigung von liegendem und stehendem Totholz
- Wiederherstellung eines naturnahen Zustandes der Fließgewässer
- Verringerung von Nährstoffeintrag durch Erosion benachbarter Ackerflächen in Hanglage
- Erhöhung des Grünlandanteils im FFH-Gebiet und dessen Nachbarschaft. Grünland hält mehr Nährstoffe zurück
- Wiedervernässung von Grünlandflächen. Dies verhindert vermehrte Mineralisierung und damit Ausschwemmung der Nährstoffe in Gewässer.
- Wiedervernässung von Bruchwald
- Verringerung des Nährstoffeintrages durch Extensivierung von Grünlandflächen
- Bau von Drainagefanggräben an Ackerflächen in Hanglage zu Gewässern zur Ausfällung von Nährstoffen
- Kein Einsatz von chemischen Pflanzenschutzmitteln
- Kein Einsatz von mineralischem Dünger
- Umwandlung von Ackerflächen in extensiv genutztes Grünland zur Erhöhung der Artenvielfalt und Verringerung von Nährstoffeinträgen
- Herstellung der Durchgängigkeit der Hohenfelder Mühlenau für Fische auf ganzer Länge

## FFH-Erfolgskontrolle und Monitoring der Maßnahmen
Eine FFH-Erfolgskontrolle und Monitoring der Maßnahmen findet in Schleswig-Holstein alle 6 Jahre statt. Die Ergebnisse des letzten Monitorings wurden am 27. Januar 2011 veröffentlicht (Stand November 2022).